# Erupció de la Baixa Puna (2018)
L'erupció de la Baixa Puna de 2018 és un esdeveniment volcànic en curs a l'illa d'Hawaii, a la zona oriental del volcà Kīlauea, que va començar el 3 de maig de 2018. Els brots de fonts de lava de fins a 90 m d'alçada, fluxos de lava i gas volcànic a la zona de Leilani Estates van ser precedits per terratrèmols i deformacions del sòl que van crear esquerdes a les carreteres. L'endemà, el 4 de maig, un terratrèmol de magnitud 6,9 va sacsejar Puna. Després del brot inicial, es van produir brots addicionals de lava a partir de noves fissures a la zona de Puna.
Al 19 de maig de 2018, més de 20 fissures havien enviat lava a Leilani Estates i a Lanipuna Gardens, destruint més de 40 edificis a la Baixa Puna i forçant l'evacuació de 1.700 residents. Les fissures van enviar un flux de lava que el 19 de maig va enterrar part de la Hawaii Route 137 i va començar a fluir cap a l'oceà.
A principis d'agost, l'erupció s'havia calmat gairebé completament i el 5 de desembre es va declarar que havia acabat després de tres mesos d'inactivitat.

## Antecedents
L'esdeveniment volcànic a Puna és el 62è episodi de flux de lava del volcà Kīlauea sorgit a la zona del rift est, que pertany a l'erupció volcànica que es va iniciar el gener de 1983. Des de llavors, el Puʻu ʻŌʻō s'ha convertit en un prominent con volcànic a 19 km a l'est de la caldera del cim del Kīlauea. El Puʻu ʻŌʻō va produir fluxos de lava que van destruir els propers Royal Gardens i l'assentament de Kapa'ahu. El 1990, lava va fluir des d'una fissura del Kīlauea, anomenada Kūpai'anahā, i va destruir i enterrar parcialment la major part de la ciutat propera de Kalapana.
El 30 d'abril de 2018, el sòl del cràter del con del Puʻu ʻŌʻō es va esfondrar i el nivell del llac de lava va disminuir significativament.
En els dos primers dies de maig, es van detectar centenars de petits terratrèmols a l'est de la zona de rift del Kīlauea, que va fer que les autoritats emetessin advertències d'evacuació per a alguns residents del districte de Puna.
El 2 de maig de 2018, el Servei Geològic dels Estats Units va informar que la deformació del sòl resultant del magma que s'introduïa sota Leilani Estates havia causat esquerdes a les carreteres de la zona.
En relació amb l'erupció i els seus possibles efectes al Hilina Slump, l'Observatori vulcanològic de Hawaii va publicar alguns fets que van conduir a la conclusió que un col·lapse catastròfic seria increïblement remot.

## L'erupció

### Terratrèmols i fissures a Leilani Estates

Mapa dels terratrèmols a Hawaii durant el 2018

El 3 de maig de 2018, després d'un terratrèmol de magnitud 5,0 al principi del dia, es van obrir fissures volcàniques a Leilani Estate i van començar a llançar lava, provocant evacuacions de Leilani Estates i de Lanipuna Gardens. Aquestes fissures marquen el començament del 62è episodi de l'erupció la zona del rift est, que va començar el gener de 1983. Aquell vespre, el governador de Hawaii, David Ige, va activar a la Guàrdia Nacional de Hawaii per ajudar en el procés d'evacuació.
L'endemà, el 4 de maig, van ser destruïdes les primeres dues cases en Leilani Estates degut a tres fissures. L'Agència de Defensa Civil del Comtat de Hawaii va informar alts nivells de gasos de diòxid de sofre tòxics a la zona, i Talmadge Magno, Administrador de la Defensa Civil del comtat de Hawaii, va declarar que les línies elèctriques s'havien desfet per la calor. Es va tancar el Puna Geothermal Venture, una central geotèrmica, i la FAA va establir una zona de restricció aèria temporal per a vols per sota de 900 m AGL sobre l'àrea d'erupció. Al mateix dia, també es va produir un terratrèmol de magnitud 6,9 aparentment relacionat amb l'erupció. El terratrèmol va ser el més fort de Hawaii des de 1975. Un terratrèmol menor de magnitud 5,3 havia precedit el tremolor més gran per unes poques hores.
El 6 de maig, la Defensa Civil del comtat d'Hawái va informar que un total de 26 cases havien estat destruïdes per la lava o incendis en Leilani Estates des de l'inici. Es van observar fonts de lava de fins a 90 m a la zona. Es van formar fissures de lava es en una línia nord-est / sud-oest. Les autoritats també estaven preocupats pel potencial de danys a una de les principals xarxes d'abastament d'aigua potable de la zona.
A partir del 7 de maig s'havien ordenat a 1.700 persones evacuar les seves llars. Dos-cents residents i els seus animals de companyia van ser traslladats a dos refugis de la Creu Roja i centenars més es van allotjar amb familiars i amics. També el 7 de maig es va activar la Carta Internacional sobre l'Espai i els Desastres Generals, que preveu l'ús humanitari de les dades obtingudes per satèl·lits. El USGS utilitza les dades dels satèl·lits Sentinel-1 i Sentinel-2 per controlar la situació.
El 9 de maig, va augmentar 1 el nombre total d'habitatges destruïts de l'erupció, fins a 27, amb un nombre addicional d'altres estructures també destruïdes. La 15a fissura volcànica es va obrir a prop de l'entrada de Lanipuna Gardens i va començar a afegir roques de lava a les gairebé 117 ha de terra que van cobrir els sis dies des de l'inici de l'erupció el 3 de maig.

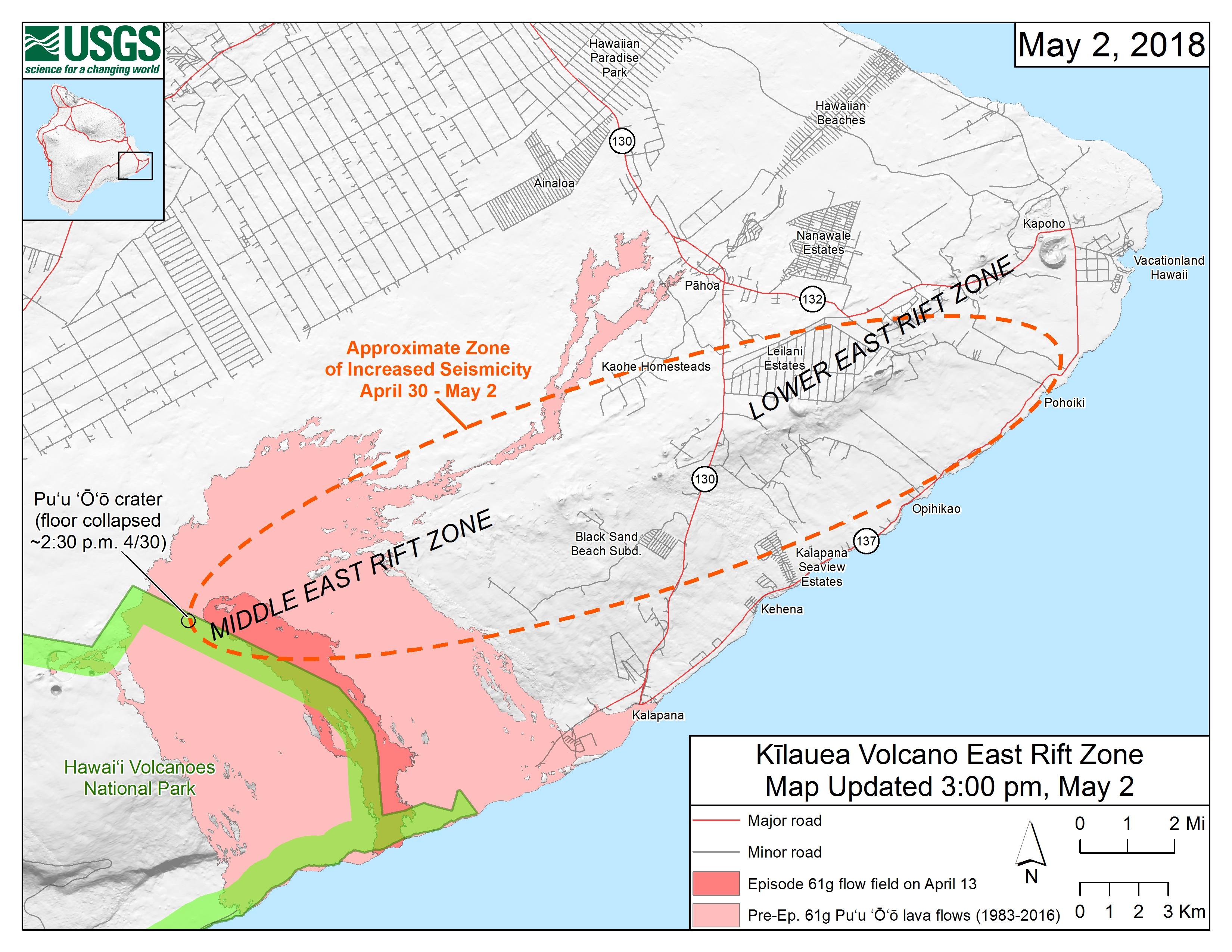
Mapa de la intrusió i l'activitat de terratrèmols en curs al llarg de la zona de Rift oriental del Kīlauea (2/5/2018)
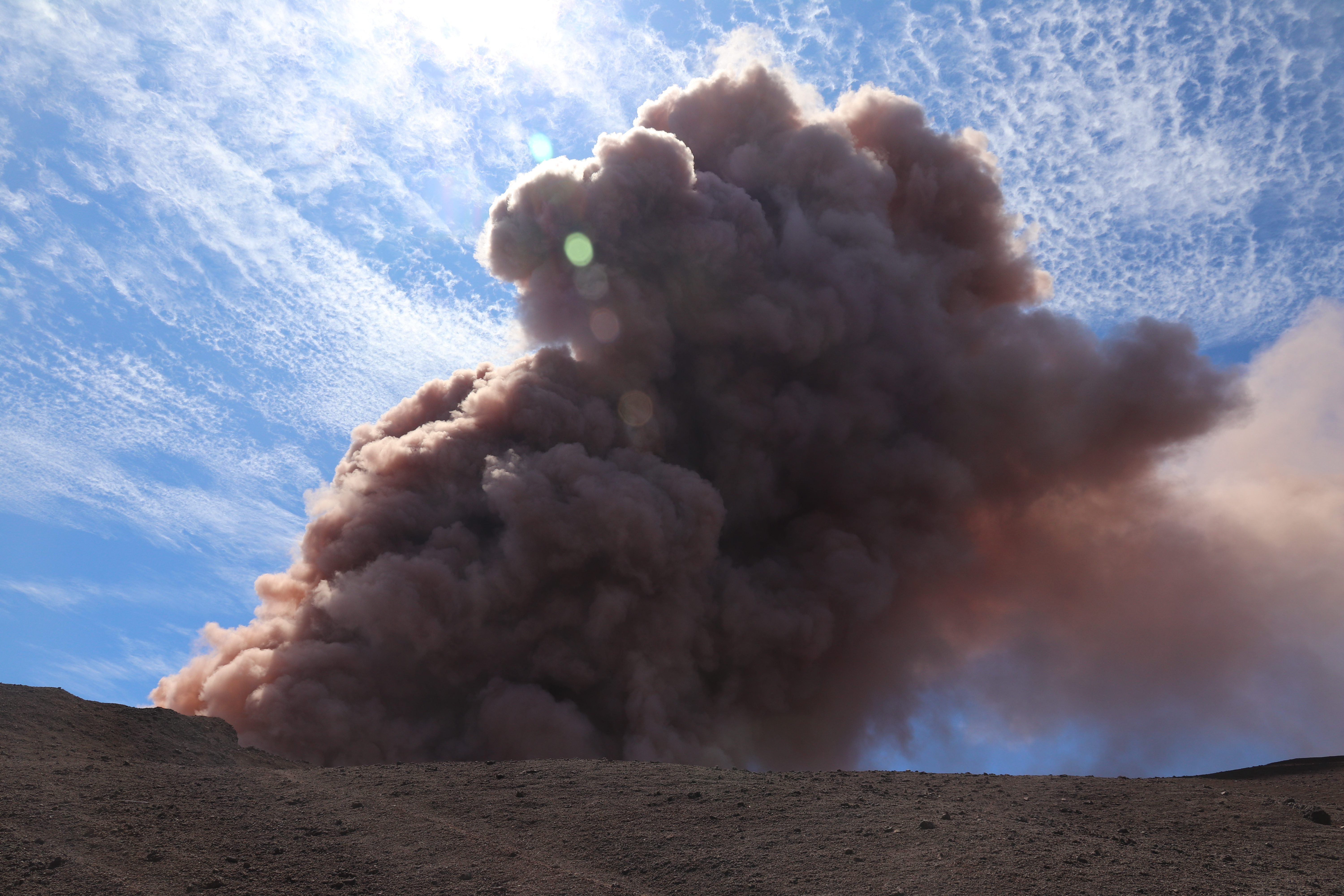
Col·lapse del cràter del Puʻu ʻŌʻō,[25] creant una columna de cendra (3/5/2018)
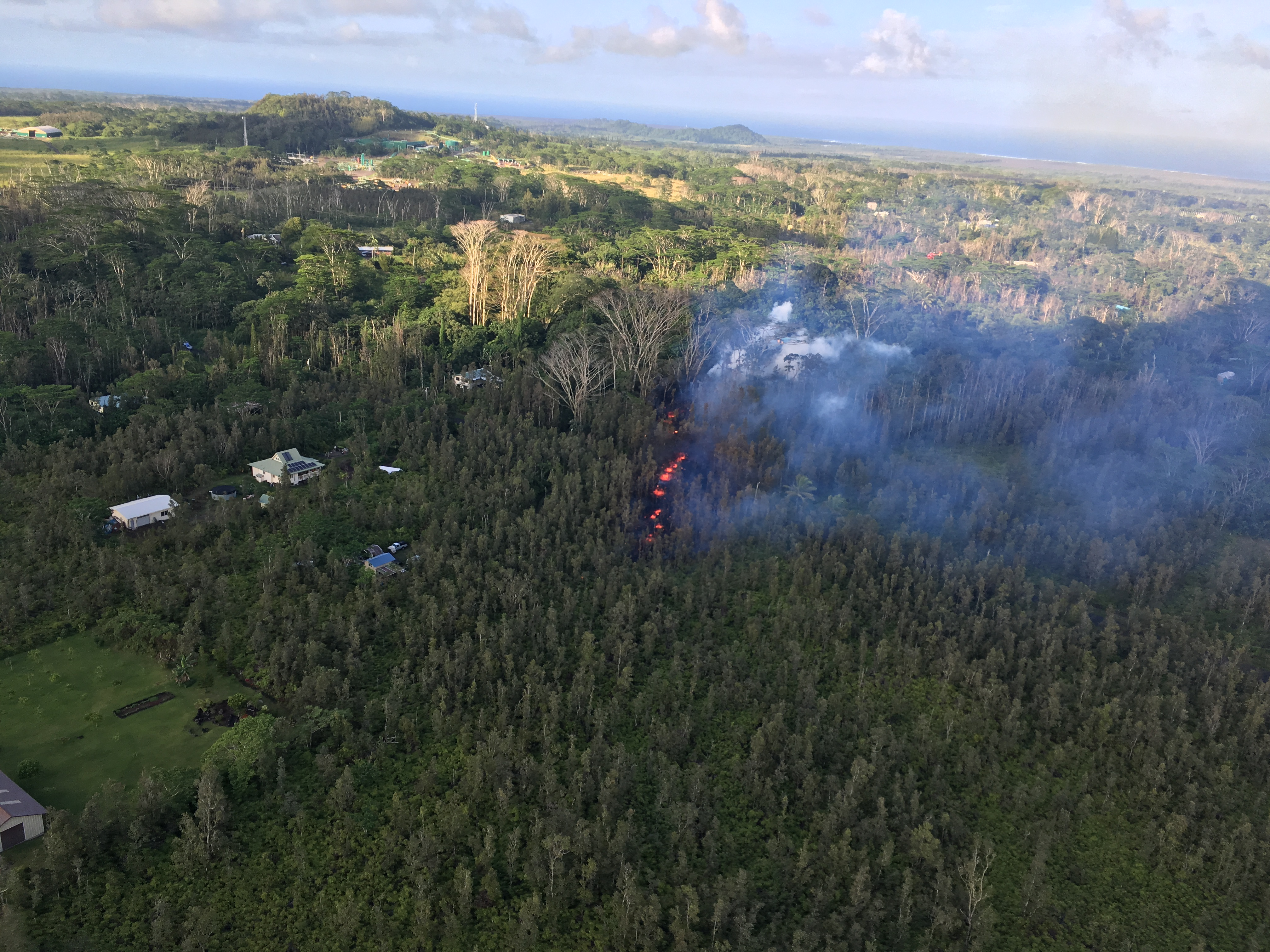
Erupció a Leilani Estates (3/5/2018)
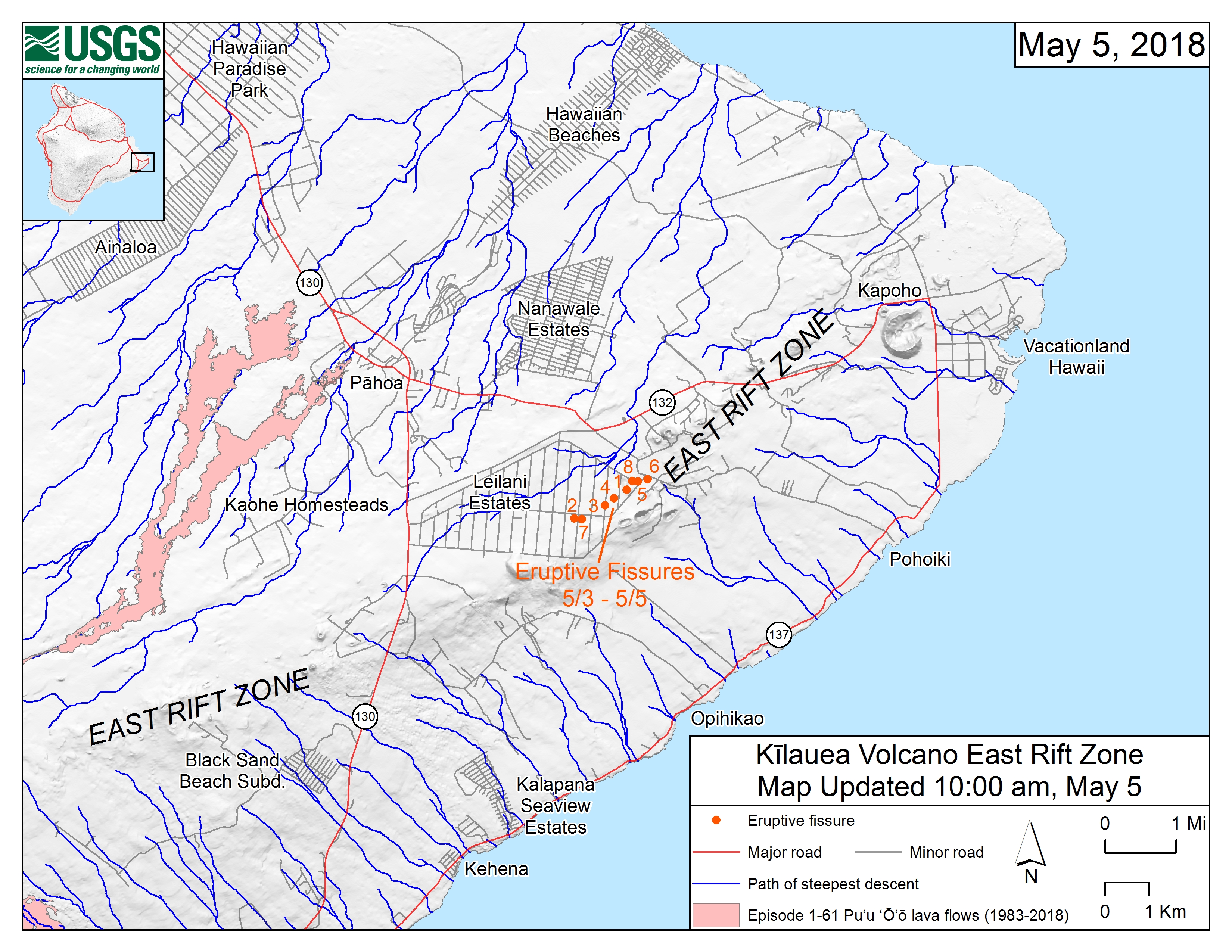
Mapa de les ubicacions de fissures eruptives (5/5/2018)
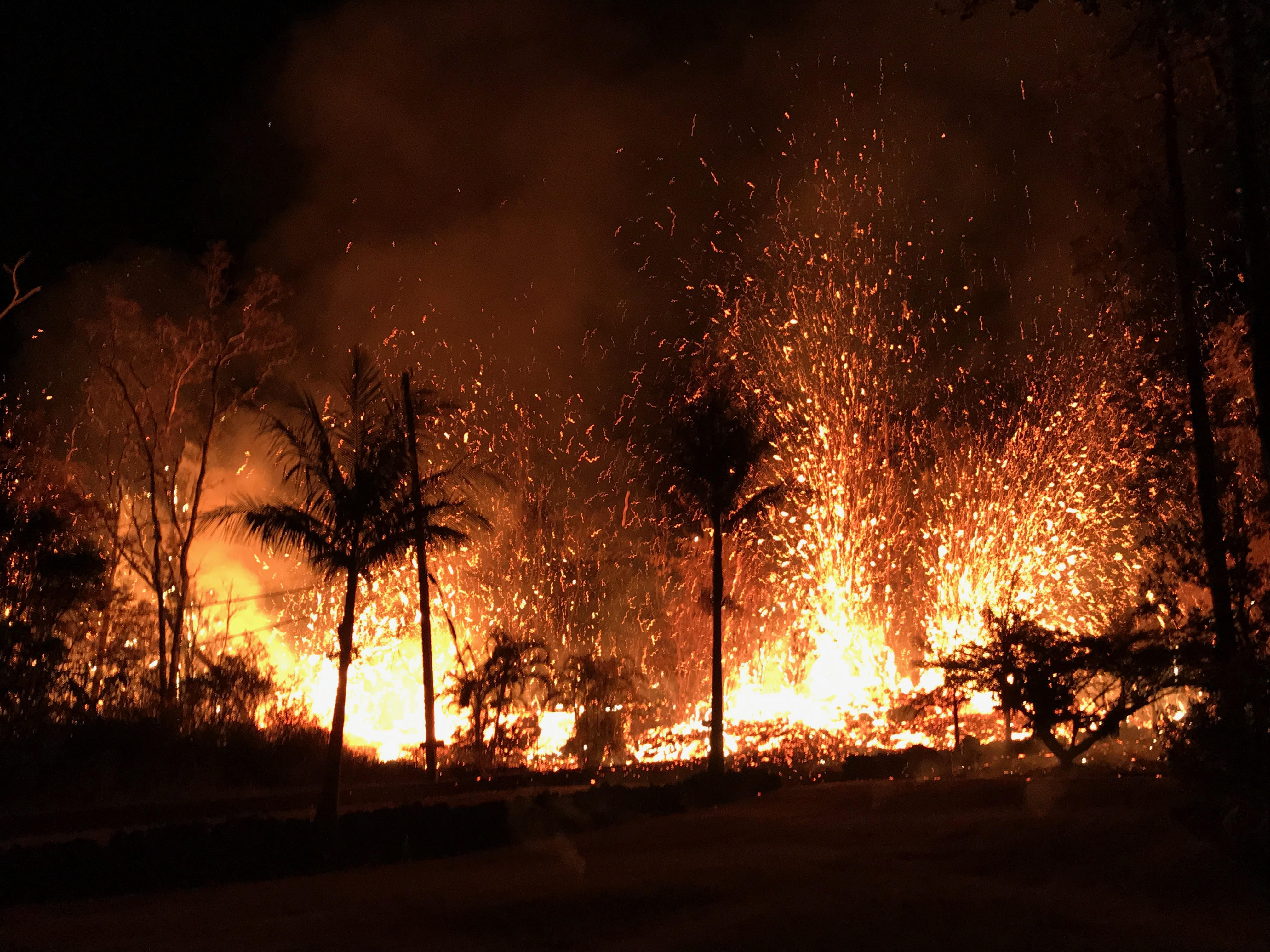
Una nova fissura va aparèixer a la tarda del 5/5/2018, començant per una petita font de lava a les 20.44h, hora local. A les 21.00h HST, havien fonts de lava de 70 m d'altura a la fissura
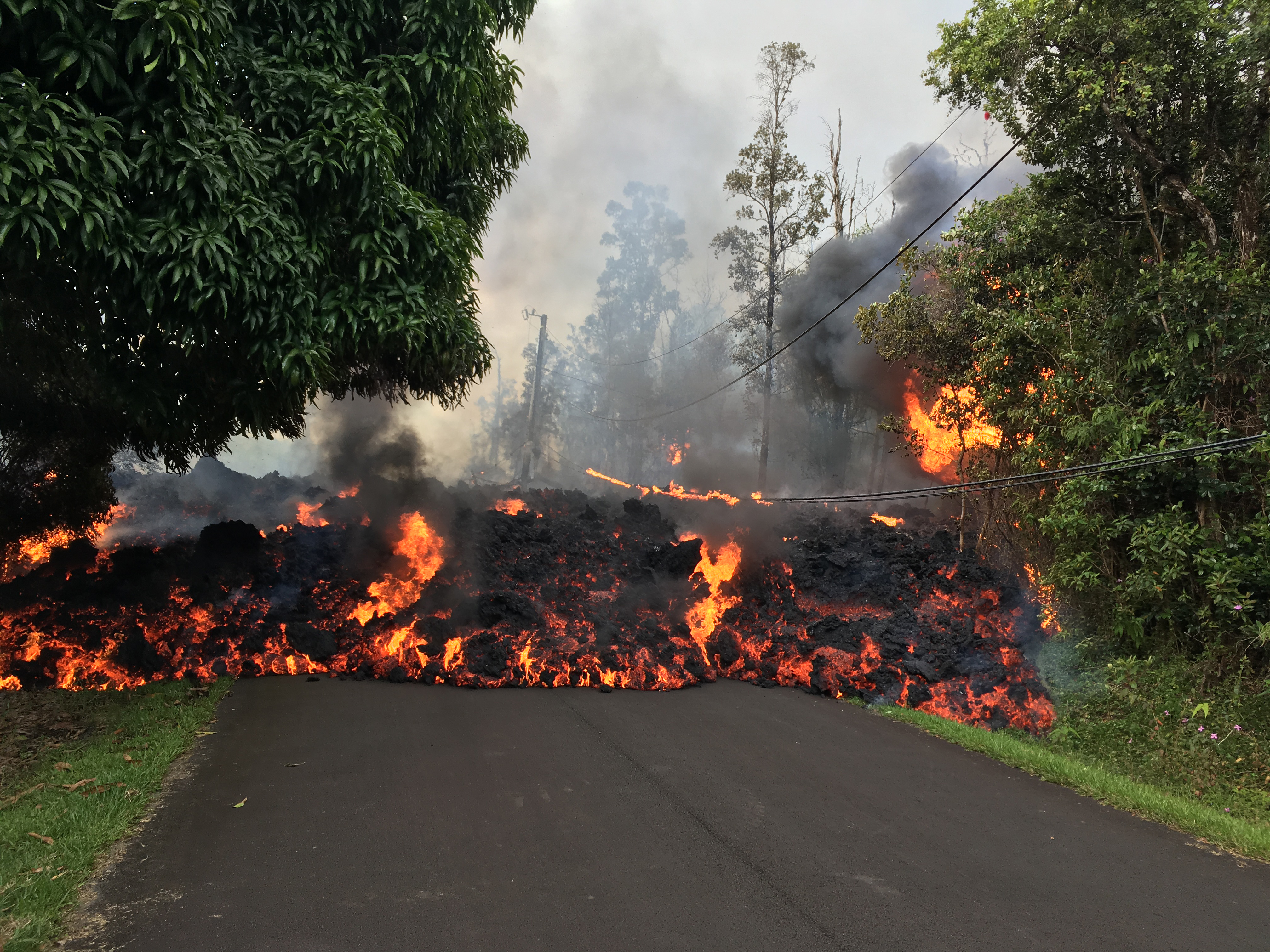
Flux de lava avançant pel Makamae Street, a Leilani Estates (6/5/2018, a les 9.32h HST)
- Vista aèria de la 17a fissura (14/5/2018, a les 4.30h HST)

### Noves fissures al rift oriental

Mapa de les fisures i flux de lava, entre el 12 de maig i el 14 d'agost

El 12 de maig, es va obrir una 16a fissura a la Puna Baixa, que va espatllar la lava en una zona a l'est de Puna Geothermal Venture. No s'ha observat cap flux significatiu de lava a partir d'aquesta nova fissura. La 17a fissura es va obrir a l'est de la 16a fissura al finalitzar el dia aquell dia.
A partir del 14 de maig de 2018, els fluxos de lava de la 17a fissura havien viatjat almenys 1 km de la fissura, destruint una estructura més i les autoritats van aconsellar als residents d'una zona coneguda com a Four Corners que evacuessin degut a la possibilitat que la lava d'una futura fissura pogués tallar la Highway 132 i, finalment, la Highway 137. Una portaveu de l'alcalde també va informar que la química de la lava estava canviant en les noves fissures, que contenia una barreja de lava viva més viscosa i un magma més ràpid en moviment.
El 16 de maig hi havia 20 fissures. Aquell dia, la columna de cendra va arribar als 3.600 m.
El 17 de maig, una erupció del cim va enviar un núvol de cendres a 9.000 m d'altura. Es va obrir la 21a fissura i diversos terratrèmols de magnitud 3 van danyar la carretera prop de l'entrada al Parc Nacional dels Volcans de Hawaii i alguns dels edificis del parc.
El 19 de maig, algunes de les fissures s'havien fusionat en una línia amb fonts de lava, amb un flux de lava dividit en lòbuls separats. Almenys dos dels fluxos de lava van avançar través d'algunes zones de la Reserva Forestal de Malama Kī, van creuar la Higway 137 i van entrar a l'oceà Pacífic, a prop del MacKenzie State Recreation Area. Es van produir núvols de «boirina de lava» tòxics, compostos per àcid clorhídric i partícules de vidre. Es van emetre alertes sobre aquest perill a les comunitats a sotavent properes als punts d'entrada de la lava a l'oceà.
El 22 de maig, la lava va entrar en el terreny del Puna Geothermal Venture, una central geotèrmica que, abans de les erupcions de la Baixa Puna, proporcionava aproximadament el 25% de l'electricitat de la Gran Illa. La planta ja es va tancar quan va començar les erupcions.
- Lava que emergeix de la fissura allargada formada per les fissures 16-20

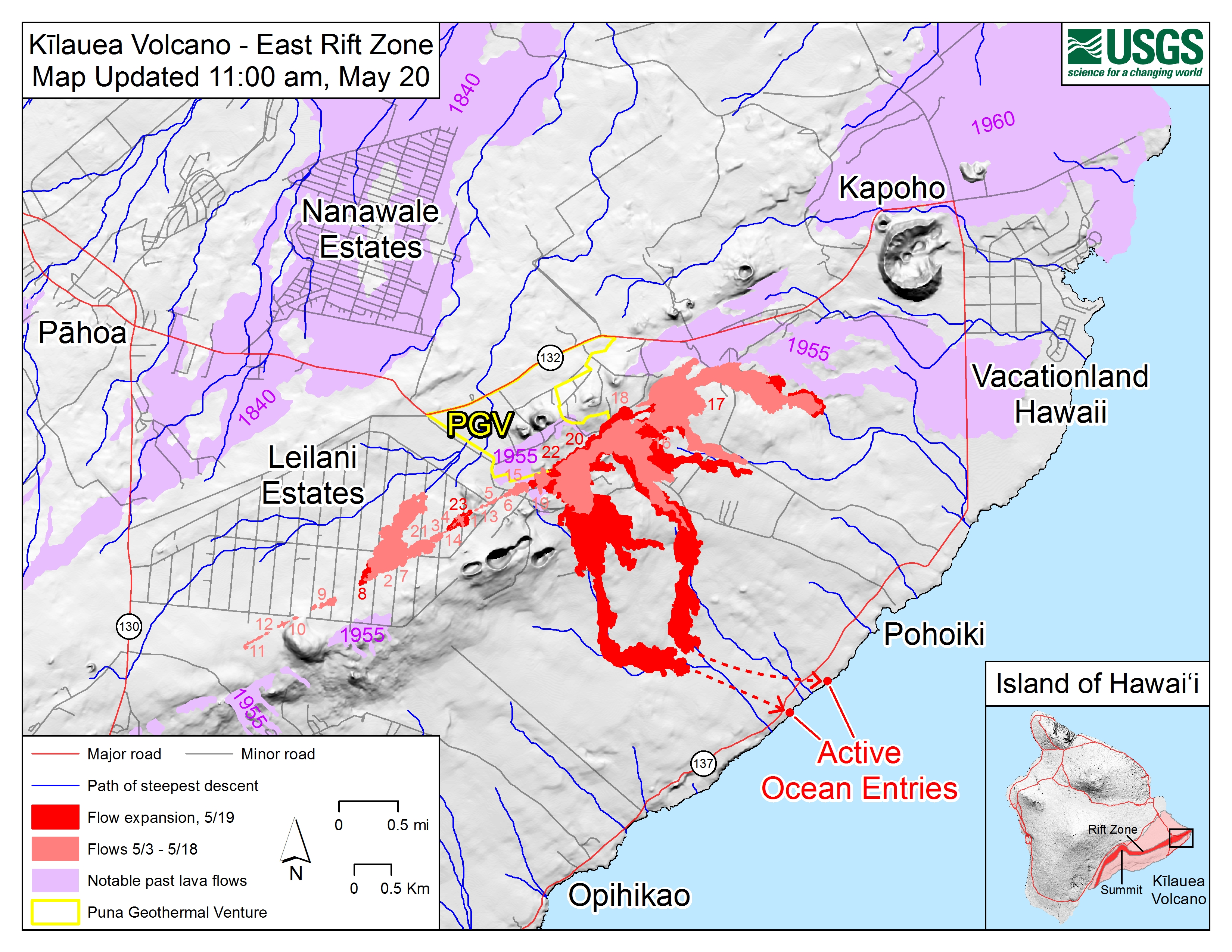
Fonts de lava flueixen de la 20a fissura del rift est de la part baixa del volcà Kīlauea. L'àudio és el so de la font de lava.(19/5/2018, al voltant de les 3.45 h, HST)
- Fissures i fluxos de lava del rift est, a la zona baixa del Kīlauea (20/5/2018)
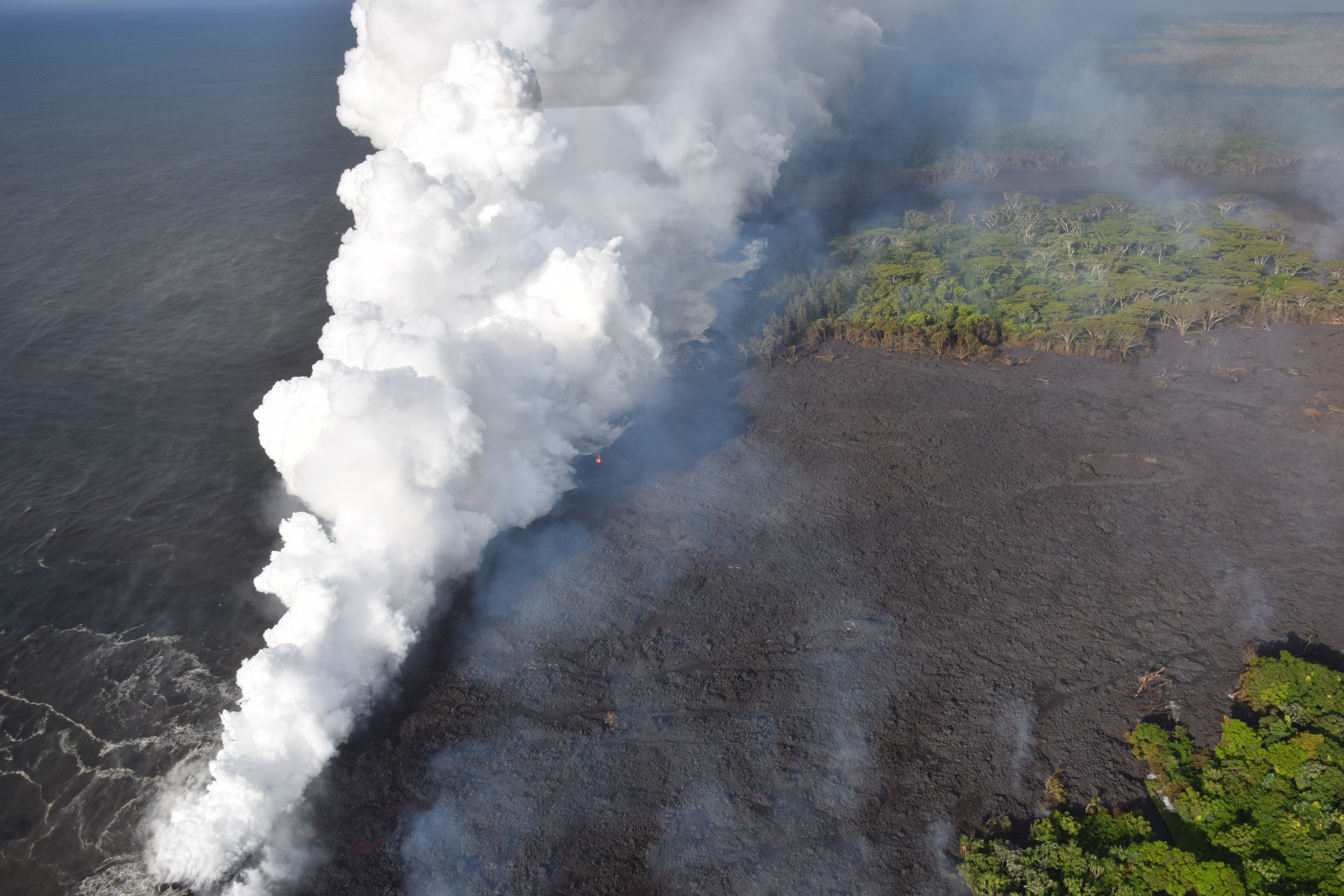
La lava calenta que entra a l'oceà, creant una densa columna de fum blanca
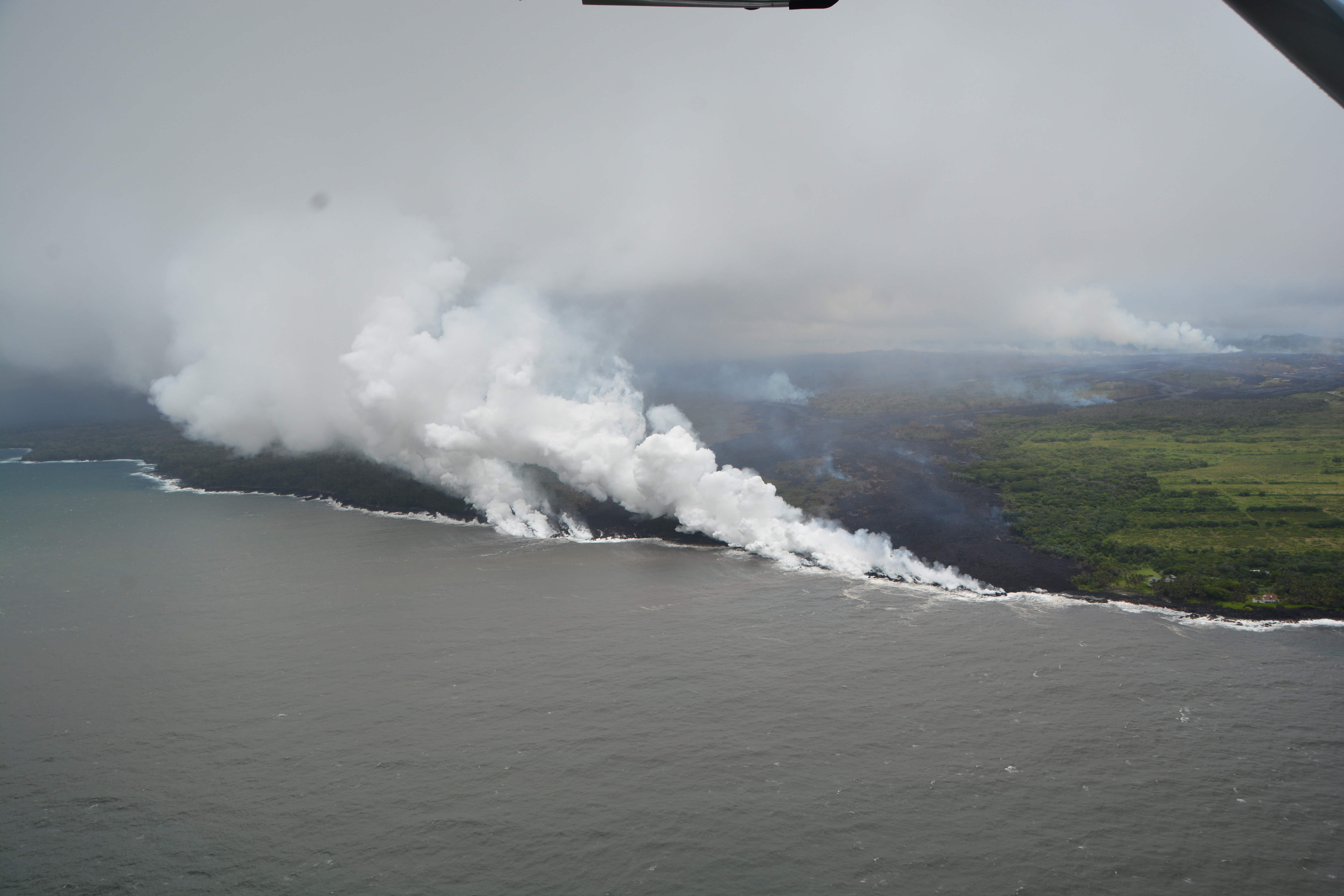
Vista aèria de la costa
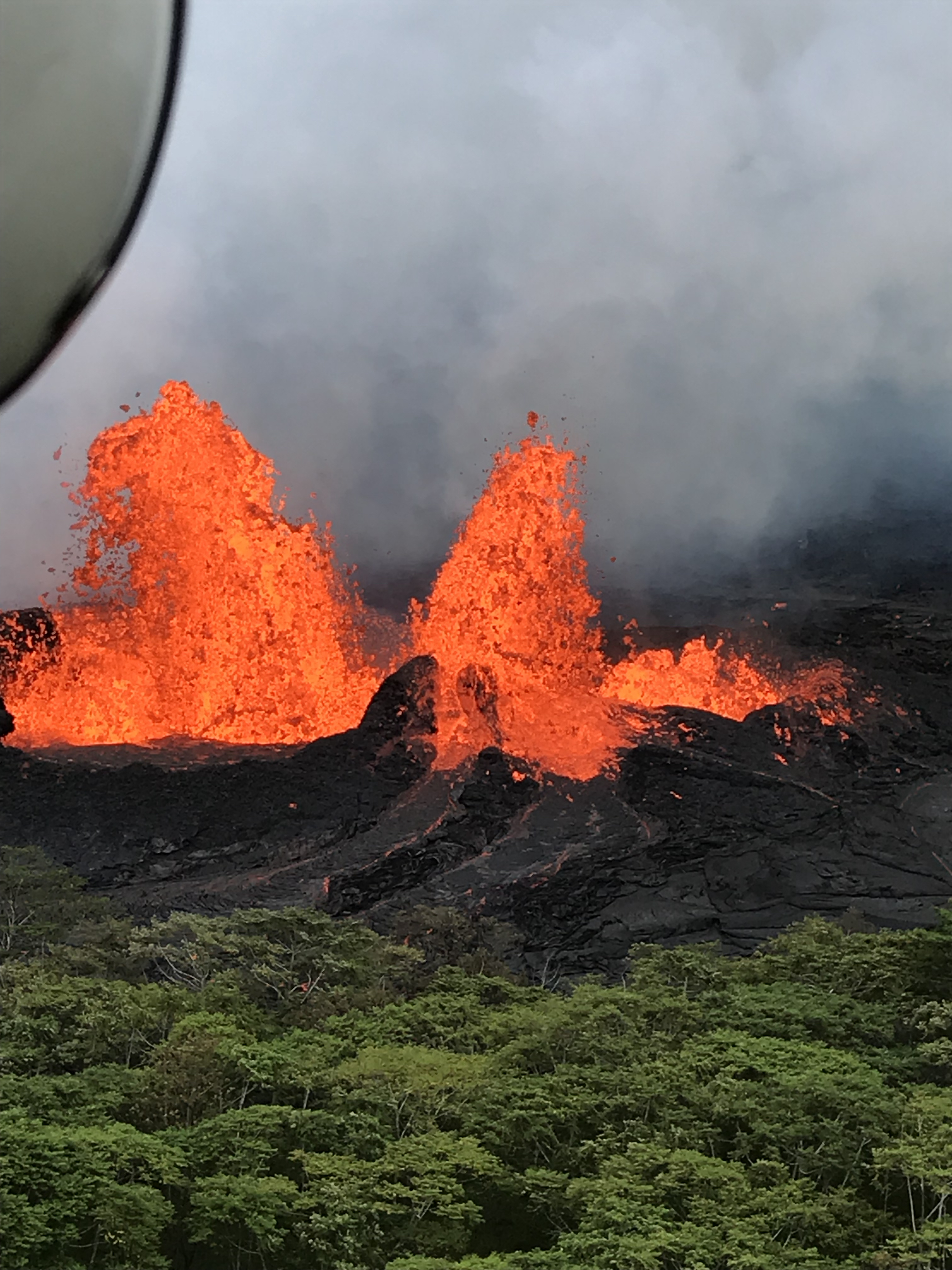
Fonts de lava a la 22a fissura
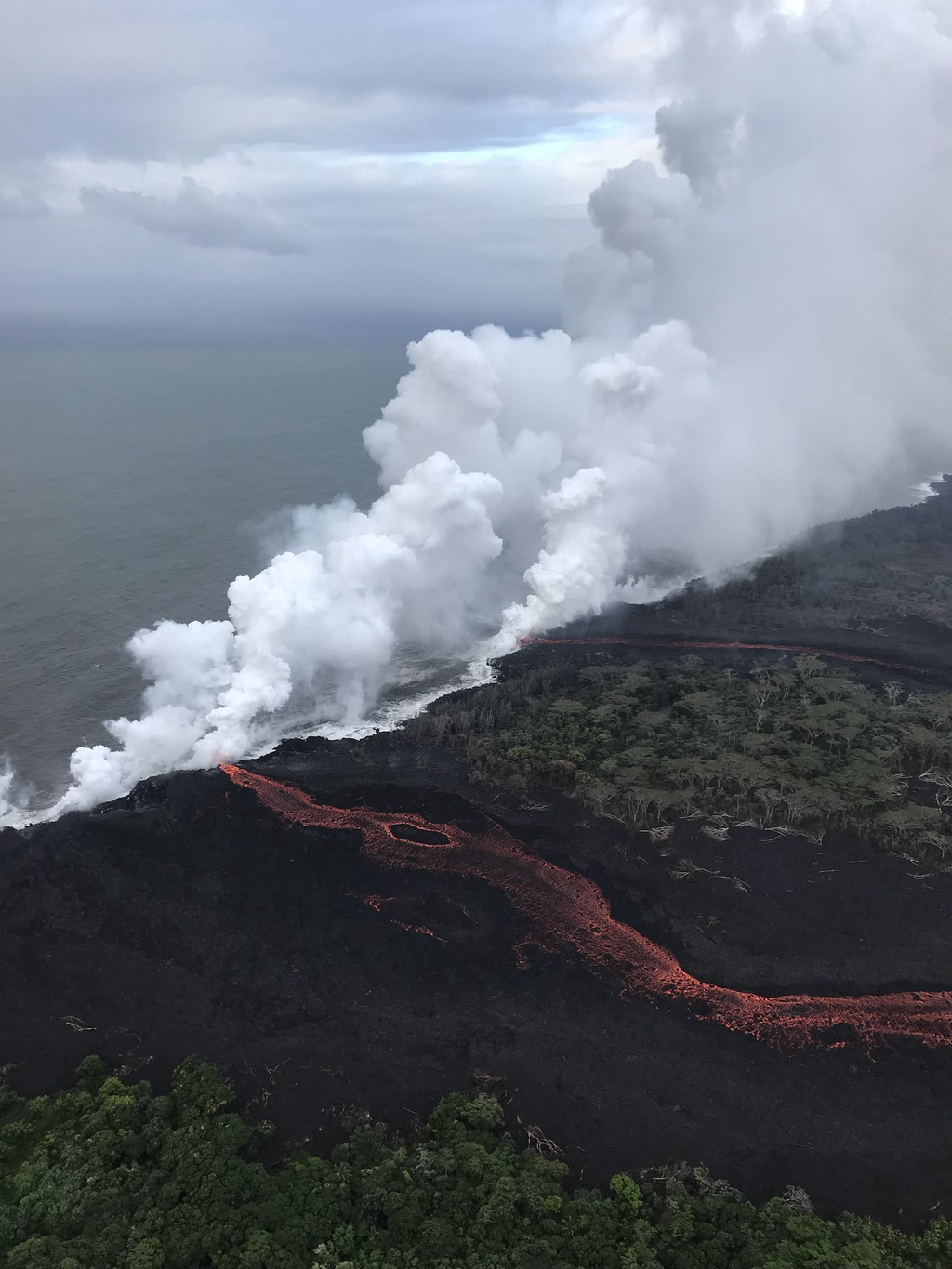
La lava entra al mar en dues localitats després de creuar la Hawaii Route 137

## Impacte i resposta
La Guàrdia Nacional de Hawaii va declarar l'11 de maig de 2018 que estaven preparats per evacuar fins a 2.000 persones en un moment donat, a través de l'ús de combois terrestres i helicòpters Blackhawk i Chinook. El governador de Hawaii, David Ige, va demanar una declaració presidencial de desastres que es va aprovar aquell dia i va obrir la porta a l'assistència federal per al desastre.
A partir del 14 de maig de 2018, la lava de l'erupció ha destruït 37 estructures en Leilani Estates i Lanipuna Gardens. Les erupcions de les fissures han cobert unes 47 ha amb lava i han emès alts nivells de diòxid de sofre.
La primera lesió coneguda es va produir el 20 de maig de 2018: un home es va cremar amb la lava, i va sofrir cremades i una cama trencada.